# Станко Киров
Станко Киров (24 януари 1920 – 6 ноември 2012 г.) е български хирург и онколог, професор.

## Биография
Завършва мъжката гимназия във Варна. Учи в Медицинския факултет на Софийския университет, където се дипломира през 1939 г. По време на Втората световна война е мобилизиран на фронта.
Практикува от 1944 г. След войната най-напред работи като участъков лекар, а после – в болницата в Монтана. През 1952 г. е създадена сегашната онкологична болница в София, която се нарича Научноизследователски онкологичен институт. В началото в нея работят само 2 хирурзи, сред от които е д-р Киров.

## Професионални постижения
Той първи в България въвежда щадящата мамектомия при рак на млечната жлеза. Проф. Киров е създател и ръководител (1984 – 1996) на Мамографския център в Окръжна болница. Работил е във всички области на онкологията – в това число на белодробната онкохирургия, рак на млечната жлеза, на коремната и на урологичната онкохирургия и т.н. Даже и след навършване на 90-годишна възраст продължава да преглежда и оперира раково болни в Националния онкологичен център или в Специализирана Болница за Активно Лечение по Лицево-Челюстна Хирургия, като същевременно от 15 години е консултант на Клиниката по лицево-челюстна хирургия на СБАЛ по ЛЧХ. Той е най-възрастният практикуващ хирург в България. Удостоен е с най-високото съсловно звание в България – „Лекар на България“ за 2007 г.